# Mimbar

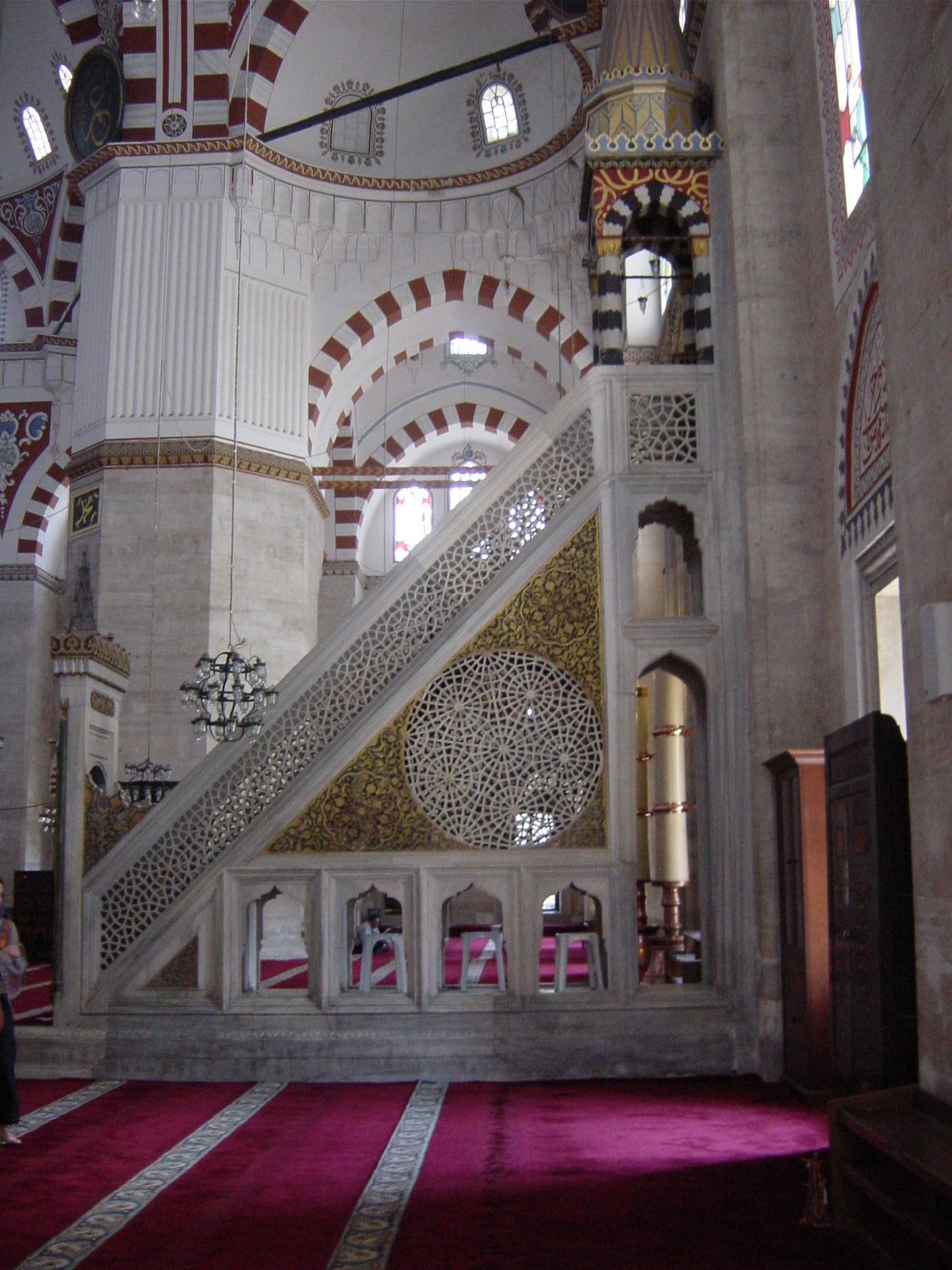
Mimbar de la mezquita de Sehzade en Estambul.

Un mimbar o almimbar (en árabe: منبر‎, romanizado: ẖuṭba) es un púlpito usado en las mezquitas donde el imán se sube para dar el jutba (sermón). Generalmente está ricamente adornado, aunque en su forma más simple son simples plataformas con unos pocos escalones. A pesar de su diseño, pensado para que el orador se sitúe en la plataforma superior, la tradición islámica considera que ese puesto sólo podría ocuparlo el profeta Mahoma, por lo que el imán de la mezquita se coloca en realidad en los escalones de acceso.

## Función

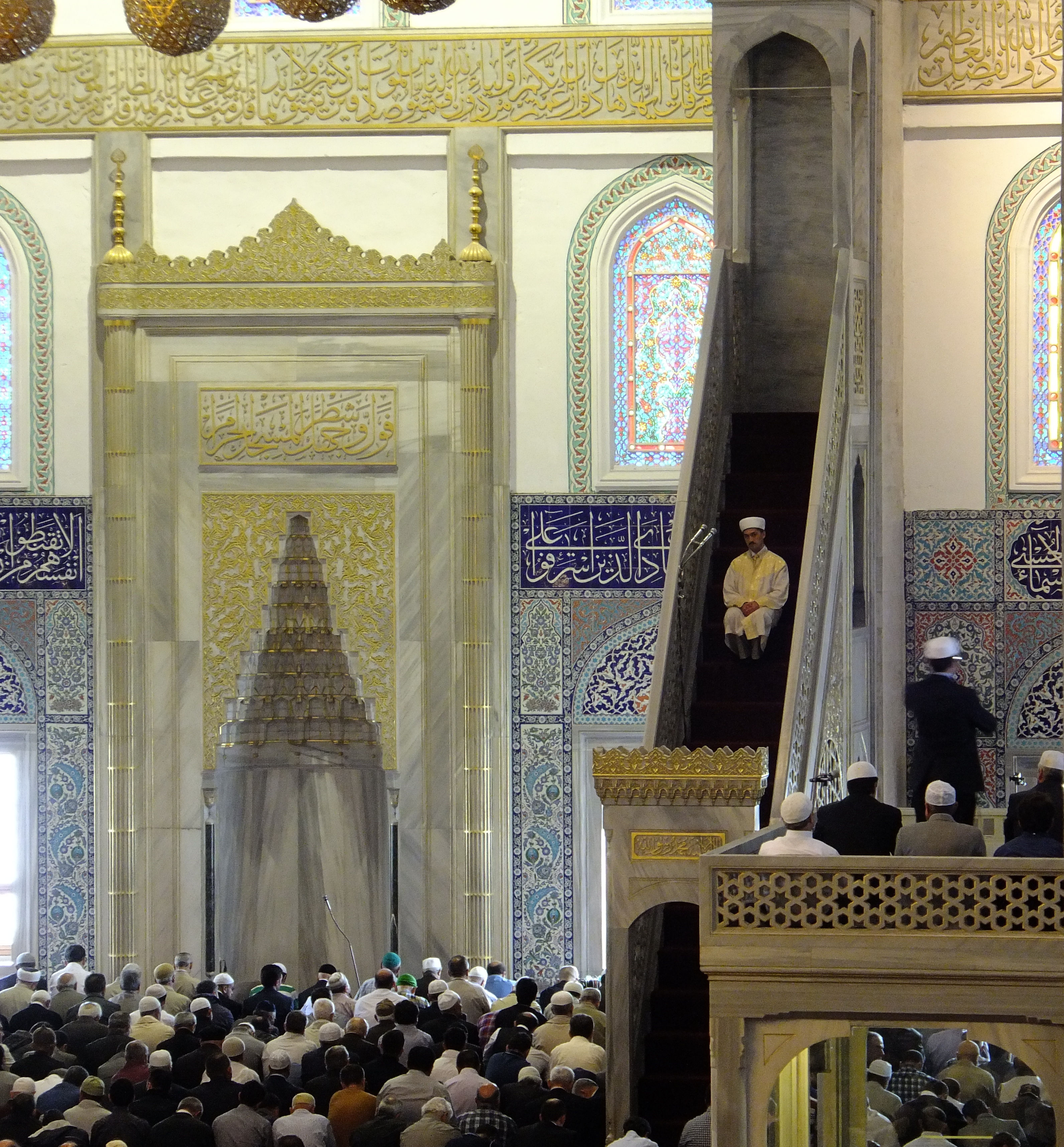
Imán sentado en el minbar de la mezquita Kocatepe de Ankara, justo antes del jutba, mientras se recita el adán desde la plataforma cercana.

En el islam, el mimbar es el púlpito desde donde el imán realiza las oraciones y da los sermones en la mezquita. Durante el islam temprano, estaba reservado para el profeta Mahoma y más tarde para los califas que lo sucedieron como líderes religiosos de toda la comunidad islámica. Los primeros tres gobernantes usaron el título de "califa", mientras que, a partir del cuarto califa ortodoxo, Ali Ibn Abi Tálib, se comenzó a utilizar también el de "imán". El mimbar comenzó a ser un mobiliario común en las mezquitas de los viernes y era usado por el imán local, aunque retuvo su connotación de autoridad.
Aunque los mimbares son muy similares a los púlpitos de las iglesias, tienen una función y una posición más parecida a un atril eclesiástico, con el objetivo de que el imán lea las escrituras. El mimbar está ubicado a la derecha del mihrab, el nicho que indica la dirección de la oración (es decir, hacia La Meca). El mimbar usualmente es una plataforma elevada con unas escaleras de acceso, dando la impresión de pequeña torre, ya que además suele estar coronado por un techo rojo (también llamado dosel) y tener una puerta en las escaleras de acceso. En contraste con los púlpitos cristianos, las escaleras del mimbar están en línea recta, en el mismo eje de la parte superior.
En algunas mezquitas hay una plataforma (müezzin mahfili en turco) opuesta al mimbar. Este es el lugar para el asistente del imán, el almuédano, durante las oraciones. El almuédano recita la respuesta a la oración del imán.

## Historia

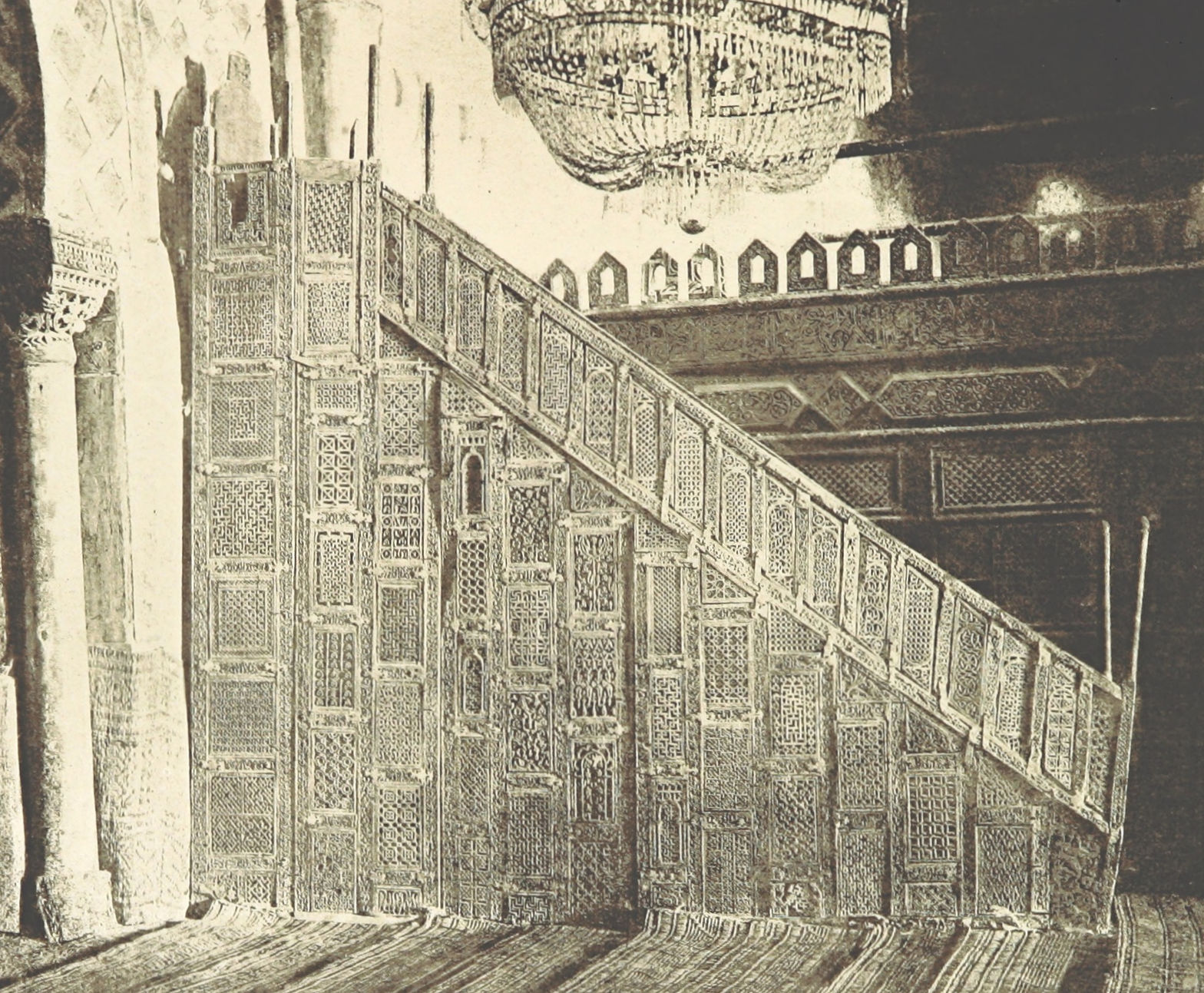
El mimbar de la gran mezquita de Cairuán, en Túnez, el mimbar conservado más antiguo, todavía en su ubicación original en la sala de oración de la mezquita. La fotografía es el, antes de que se instalara un cristal protector.

La primera vez que se menciona un mimbar en el mundo islámico es el mimbar de Mahoma en Medina, creado en el 629. Estaba formado solo por dos escalones y un asiento, como si fuera un trono. Tras la muerte de Mahoma, este mimbar se siguió utilizando como símbolo de autoridad por los califas que le sucedieron. El califa omeya Muawiya I (r. 661-680) amplió el mimbar original de Mahoma hasta alcanzar seis escalones. Durante el Califato omeya, el mimbar fue usado por los gobernantes para realizar grandes actos públicos y dar el sermón del viernes (jutba). Antes de la caída de los Omeya en 750, la dinastía mandó construir mimbares en todas las mezquitas aljamas de Egipto, lo que produjo que esta práctica se extendiera a todos los territorios islámicos. Durante el Califato abasí, ya se había asentado en las mezquitas aljamas de todas las comunidades musulmanas.
Por lo tanto, el mimbar pronto se convirtió en un símbolo político y religioso para legitimar a las autoridades musulmanas. Era apenas el poco mobiliario que albergaba una mezquita, por lo tanto se convirtió en un elemento esencial de la arquitectura. De hecho, era desde donde se citaban cada viernes los nombres de los gobernantes musulmanes a toda la comunidad y también incluían otros anuncios de índole religiosa o política. Como consecuencia, los gobernantes invirtieron una gran cantidad de recursos para decorar prominentemente los mimbares de sus mezquitas en las ciudades más relevantes.
El mimbar más antiguo del mundo todavía conservado en su lugar de origen se encuentra en la Gran Mezquita de Kairuán en Túnez y fue realizado en torno a los años 860 o 862, bajo el reinado del emir aglabí Abu Ibrahim Ahmad, y fue importado total o parcialmente desde Bagdad. Es una escalera de once peldaños realizada con 300 piezas de madera de teca proveniente de India.